# Eye of the Beholder (пісня)
«Eye of the Beholder» — пісня американського треш-метал-гурту Metallica, що вийшла 30 жовтня 1988 року як другий сингл з четвертого студійного альбому гурту - ...And Justice for All.
Лірично стосується свободи слова.
Ця пісня не виконувалася наживо повністю з 1989 року. Проте вона завжди входила до складу попурі з композицій … And Justice for All, які гурт часто виконував на концертах у 1990-х роках як альтернативу виконанню повних пісень, багато з яких вважалися надто складними через численні гітарні партії. Одна з таких «Justice Medley» була представлена на концертному альбомі Live Shit: Binge & Purge 1993 року.
У вересні 2020 року в інтерв’ю Vulture Ларс Ульріх заявив, що він «не є великим шанувальником цієї пісні», назвавши її «вимушеною», посилаючись на її два різні темпи.

## Треклист
| US 7" single | US 7" single          | US 7" single |
| #            | Назва                 | Тривалість   |
| ------------ | --------------------- | ------------ |
| 1.           | «Eye of the Beholder» | 6:25         |
| 2.           | «Breadfan»            | 5:44         |

## Кавер-версії
Шведський геві-метал-гурт In Flames записав кавер-версію на «Eye of the Beholder» для «Metal Militia: A Tribute to Metallica», триб’ют-альбому, записаного різними виконавцями. Ця версія пісні також з’являється в оновленому виданні першого мініальбому In Flames, Subterranean. Кавер на пісню також з'явився на триб'ют-альбомі Metallic Attack: The Ultimate Tribute у виконанні Life After Death, гурту, сформованого Філом Сандовалом після розпаду Armored Saint.

## Учасники запису
- Джеймс Гетфілд – ритм-гітара, вокал
- Кірк Гемметт – соло-гітара
- Ларс Ульріх – ударні
- Джейсон Ньюстед — бас-гітара